# Incidents antisémites sur les campus universitaires européens au XXIe siècle
 (août 2025).
Les incidents antisémites sur les campus universitaires en Europe ont augmenté au XXIe siècle, suscitant une inquiétude croissante parmi les étudiants juifs et les administrations universitaires. Ces incidents prennent diverses formes : violences verbales, intimidations, exclusions, actes de vandalisme, voire agressions physiques. Nombre d’entre eux se déroulent dans le contexte de tensions politiques liées au conflit israélo-palestinien, notamment lors de manifestations pro-palestiniennes, mais dépassent souvent le cadre purement politique.

## Contexte
Les universités européennes accueillent une population étudiante diverse, où les étudiants juifs sont parfois victimes de conflits liés aux tensions internationales. Les manifestations pro-palestiniennes sont fréquemment à l’origine de tensions, où la frontière entre critique légitime d’Israël et antisémitisme devient parfois floue. La définition de travail de l’International Holocaust Remembrance Alliance (IHRA) aide à identifier les formes d’antisémitisme, y compris dans les contextes académiques et politiques.

## Exemples notables
- Royaume-Uni
  - En 2016, l’annulation d’une conférence organisée par un groupe pro-israélien à University College London (UCL) suscita la controverse après des pressions de la part d’étudiants pro-palestiniens[2].
  - En 2017, un rapport de la Community Security Trust (CST) décrivait plusieurs cas d’intimidation antisémite dans les universités britanniques, incluant insultes et menaces lors de rassemblements étudiants[3].
  - L’Université de Cambridge a été critiquée à plusieurs reprises pour son incapacité à gérer les incidents antisémites, comme des banderoles antisémite lors de manifestations étudiantes[4].

- Allemagne
  - Depuis 2010, les universités allemandes rapportent une hausse des incidents antisémites, notamment lors d’événements politiques. En 2014, des slogans antisémites ont été entendus à l’Université Humboldt de Berlin lors d’une manifestation pro-palestinienne[5].
  - En 2020, un rapport gouvernemental soulignait la montée de l’antisémitisme sur les campus et appelait à des programmes éducatifs renforcés[6].

- Pays-Bas
  - En 2019, la Fondation Anne Frank rapporta une augmentation des incidents antisémites dans les universités néerlandaises, avec des cas d’intimidation et d’exclusion lors d’événements politiques[7].
  - L’Université d’Amsterdam prit des mesures suite à la découverte de graffitis antisémites et d’agressions verbales en 2017-2018[8].

## France
En France, les incidents antisémites sur les campus universitaires sont une source d’inquiétude importante depuis plusieurs années. Le contexte français est marqué par une forte diversité culturelle et politique, où les débats autour du conflit israélo-palestinien cristallisent souvent les tensions.
Plusieurs cas médiatisés ont montré que des étudiants juifs étaient la cible de discriminations et d’intimidations. Ces incidents incluent des propos antisémites, des actes de vandalisme sur des symboles juifs, ainsi que des exclusions ou pressions sociales dans certains milieux étudiants.
Par exemple, à l’Université Paris 1 Panthéon-Sorbonne, des manifestations pro-palestiniennes en 2014 et 2018 ont parfois dégénéré en chants ou slogans antisémites, créant un climat d’insécurité pour les étudiants juifs.
À Sciences Po Paris, plusieurs rapports internes ont alerté sur des cas de harcèlement d’étudiants juifs, liés à leur identité ou à leur soutien à Israël. En 2017, une association étudiante fut suspendue temporairement après avoir diffusé des contenus considérés comme antisémites.
Plus largement, le rapport annuel de l’Observatoire national de la délinquance et des réponses pénales (ONDRP) souligne que les actes antisémites dans le milieu étudiant en France ont connu une hausse significative depuis 2015.
Les universités françaises ont commencé à mettre en place des cellules d’écoute et des dispositifs de prévention, en collaboration avec des associations comme la Licra ou l’Union des étudiants juifs de France (UEJF). Ces initiatives visent à mieux protéger les étudiants juifs et à sensibiliser les communautés universitaires à la lutte contre l’antisémitisme.
Malgré ces efforts, des critiques soulignent que la réaction institutionnelle reste insuffisante face à un problème qui persiste, et que les campagnes de sensibilisation doivent être renforcées pour éviter que les campus ne deviennent des terrains d’expression d’hostilités à caractère raciste ou religieux.

## Belgique
En Belgique aussi, des incidents antisémites sont signalés sur les campus, notamment en lien avec des manifestations pro-palestiniennes et les débats sur le conflit au Moyen-Orient.
- Université de Gand (UGent)
  - En 2024 de nombreux étudiants Juifs ne se rendent plus sur leur campus, car ils craignent pour leur sécurité[15].
  - Des étudiants juifs ont signalé des cas d’intimidation et d’exclusion dans certains cercles étudiants, conduisant à des enquêtes internes[16].

- Université libre de Bruxelles (ULB) et Vrije Universiteit Brussel (VUB)
  - Lors de manifestations contre les actions militaires israéliennes, plusieurs incidents impliquant du harcèlement antisémite ont été rapportés[17].
  - Ces universités ont ensuite mis en place des mesures contre la haine et la discrimination, avec des campagnes de sensibilisation et la promotion du dialogue[18].

- Université catholique de Louvain (UCLouvain)
  - Des rapports ont fait état de stéréotypes antisémites dans certains groupes étudiants, ce qui a suscité l’attention des autorités universitaires[19].
  - L’université promeut depuis plusieurs années l’inclusivité et la lutte contre toutes formes de discrimination[20].

## Réponses institutionnelles et défis
Les universités européennes s’efforcent de concilier la liberté d’expression avec la lutte contre l’antisémitisme. Des politiques de tolérance zéro sont adoptées dans plusieurs établissements, accompagnées de formations et campagnes de sensibilisation.
Le rôle des organismes comme l’Agence des droits fondamentaux de l’Union européenne (FRA) et la Community Security Trust (CST) est primordial pour fournir des données et des recommandations.
La complexité de la situation réside souvent dans la distinction entre critique politique et discours de haine, ce qui rend nécessaire une vigilance accrue et un dialogue continu.

## Évolution récente
Depuis la recrudescence des tensions au Moyen-Orient en 2021, les incidents antisémites sur les campus européens ont connu une augmentation notable, avec des appels renouvelés à renforcer la sécurité des étudiants juifs.
La montée des réseaux sociaux et des espaces numériques complique la gestion et la prévention des discours haineux, nécessitant de nouvelles stratégies.